# Zwei Asse trumpfen auf
Zwei Asse trumpfen auf (Originaltitel: Chi trova un amico, trova un tesoro/Who finds a friend finds a treasure) ist eine in Koproduktion zwischen Italien und den USA entstandene Actionkomödie aus dem Jahr 1981. Es ist ein Film aus einer losen Reihe von Streifen mit dem bekannten Prügelduo Terence Hill und Bud Spencer.

## Handlung
Alan hat bei einer Pferderennveranstaltung Wettschulden angehäuft und muss vor seinen Gläubigern, der Frisco-Gang, fliehen. Während der Verfolgung versucht er, sich im Haus seines Onkels Brady zu verstecken, wird dann aber gestellt. Es kommt zu einer Schlägerei, die Alan gewinnen kann. Volltrunken übergibt Brady seinem Neffen daraufhin eine Schatzkarte, die ihn zu über 300 Millionen Dollar führen soll. Alan nimmt die Karte an sich und setzt seine Flucht zu Pferde fort. An einem Pier angekommen entdeckt er das Schiff des Skippers Charlie, der zu einer Werbefahrt für „Puffin-Marmelade“ aufbricht. Dieser ist durch ein Interview mit einem Fernsehsender abgelenkt und bemerkt nicht, wie Alan, getarnt mit einer Kiste Marmelade auf der Schulter, an Bord schleichen und seinen Verfolgern entwischen kann. Auf See nutzt Alan weitere kleinere Ablenkungen Charlies, um unentdeckt an dessen Mahlzeiten zu kommen: Die erste klaut er ihm, während Charlie an Deck das Segel überprüft. Als der dann die Pfanne leer vorfindet, macht er seinen Papagei „Pakito“ dafür verantwortlich und ahnt noch nichts von Alan als blindem Passagier an Bord. Am nächsten Tag bekommt Charlie per Hubschrauber einen kurzen Besuch auf See, was Alan eine weitere Gelegenheit zum Essen bietet. Nun schöpft Charlie doch Verdacht, da Pakito diesmal nicht der Schuldige sein kann, denn Charlie hatte ihn zuvor vorsorglich in dessen Käfig eingesperrt (Zitat Charlie: „Also Pakito, dann bist du ja doch nicht der Mitesser. Entschuldige, tut mir leid. Anscheinend haben wir den Großen Unbekannten an Bord!“). Sofort sucht Charlie das Schiff ab, gibt aber schon bald wieder auf, da Alan sich unter dem Bugspriet des Schiffes verstecken kann, wo Charlie ihn nicht vermutet.
Beim dritten Anlauf versucht Alan vom Mast aus, sich Charlies frisch gebratenes Steak zu angeln, während der per Funk mit der Küstenwacht spricht. Doch dabei erwischt Charlie den blinden Passagier schließlich und will ihn stellen. Alan will Charlie alles erklären, doch der glaubt ihm kein Wort. Während der hitzigen Diskussion an Deck verliert Alan das Gleichgewicht und stürzt ins Meer. Charlie lässt ihn zunächst an Ort und Stelle zurück, sieht dann aber einen Hai im Wasser und holt Alan wieder aufs Schiff. Nach kurzer Absprache mit der Küstenwacht zwingt Charlie Alan zur Arbeit an Bord, damit der sich fortan seine Mahlzeiten ehrlich verdienen kann. Dabei nutzt Alan ein Nickerchen Charlies, um heimlich die Kompasse zu manipulieren und den Kurs so zu verändern, dass sie die Insel Pongo Pongo ansteuern, auf der sich der Schatz befinden soll. Am nächsten Tag entlarvt Charlie das falsche Spiel von Alan, da der Wetterbericht nicht stimmt und der Kompass „verrückt spielen“ würde. Nach einem Handgemenge fallen beide ins Meer, das Schiff fährt ohne Steuermann weiter, und Charlie und Alan müssen sich schwimmend auf die Insel retten, die sie kurz zuvor gesichtet hatten. Später stellt sich heraus, dass es die Insel Pongo Pongo ist und Alans Plan, dorthin zu kommen, aufgegangen ist.
Auf der Insel werden sie erst beschossen und treffen nach einem fehlgeschlagenen Versuch, getrennte Wege zu gehen, auf den Eingeborenenstamm, der von der Königin Mama angeführt wird. Nach einem Zweikampf mit dem Stammeshäuptling Anulu und der Rettung vor marodierenden Piraten gewinnen sie das Vertrauen des Stammes und Mama unterstützt sie bei der Schatzsuche. Sie verrät ihnen, dass die Schüsse von einem japanischen Soldaten namens Kamasuka kommen, der der seit dem Zweiten Weltkrieg in einem kleinen Fort auf der Insel Wache hält. Das lässt Alan darauf schließen, dass genau dort der Schatz liegen muss. An Bord eines japanischen Panzers, den Mama ihnen zur Verfügung stellt, stürmen Charlie und Alan das Fort und überwältigen Kamasuka. Dieser gesteht seine Niederlage ein und verbündet sich mit ihnen. Gemeinsam besiegen sie dann die Frisco-Gang, die den beiden per Flugzeug zur Insel nachgereist ist, und nehmen sie als Gefangene ins Dorf des Stammes mit.
Der Schatz, den Charlie und Alan dank der Hilfe Kamasukas im Keller des Forts finden, besteht wie von Brady angenommen aus mehr als 300 Millionen US-Dollar. Doch die Freude über ihren Fund währt nur kurz. Am Abend der Hochzeit von Mama und Kamasuka erfährt Alan von letzterem, dass das Geld Falschgeld sei, wie es Kamasuka in einer Botschaft seines Obersts übermittelt wurde. Charlie packt währenddessen nichtsahnend das Geld zusammen und will sich mit dem Flugzeug der Frisco-Gang aus dem Staub machen. Doch erneut erwischt er Alan an Bord, der Charlie die Wahrheit auftischt. Nach einigem Streit empfangen sie plötzlich per Funk einen Hilferuf von Kamasuka, der ihnen sagt, dass die Piraten auf die Insel zurückgekehrt sind und sich mit der Frisco-Gang verbündet haben. Charlie und Alan beschließen, zur Insel zurückzufliegen und dem Stamm zu helfen. Nach einem finalen Kampf gegen beide Banden erklärt Alan Mama, dass sie das Geld und die Gauner dem amerikanischen Militär übergeben werden. Außerdem rät er ihr, den Stamm umzusiedeln, um künftig in Sicherheit zu sein.
Als die Marineeinheit eintrifft, klärt deren Major Charlie und Alan darüber auf, dass das Geld tatsächlich kein Falschgeld ist. Es handelt sich vielmehr um ein Gerücht der USA gegenüber Japan und die US-Regierung fahndet laut Aussage des Majors seit Jahren nach dem Geld. Während des Zweiten Weltkrieges hat das Pentagon mit ebendiesem Gerücht Japan erfolgreich getäuscht, das Geld blieb auf der Insel zurück und wurde dann, wie sich herausstellt, von Brady bewacht. Schließlich transportiert die Marine das Geld, die Frisco-Gang und die Piraten ab. Charlie und Alan haben jedoch noch eine Rechnung zu begleichen und stürmen zum Schiff der Piraten, das noch immer am Strand liegt, und auf das Charlie nach dem Verlust seines Puffin-Schiffes Anspruch erhebt. Wie diese Auseinandersetzung ausgeht, wird nicht gezeigt.
In der Schlussszene wurde das Götzenbild der Insel in einem städtischen Völkerkundemuseum ausgestellt, wo Charlie und Alan als Reinigungskräfte arbeiten.

## Synchronisation
Die deutsche Fassung entstand bei der Deutsche Synchron Film GmbH. Das Dialogbuch schrieb Karlheinz Brunnemann, der auch die Dialogregie übernahm. Mit Arnold Marquis ist auch der zweite Stammsprecher Bud Spencers zu hören. Er ist die Stimme des Piratenchefs.
| Darsteller           | Rolle                      | Synchronsprecher                                      |
| -------------------- | -------------------------- | ----------------------------------------------------- |
| Bud Spencer          | Charlie O’Brien            | Wolfgang Hess                                         |
| Terence Hill         | Alan                       | Thomas Danneberg                                      |
| Sal Borgese          | Anulu                      | Hans-Werner Bussinger                                 |
| Linda Prast          | Bardame                    | Joseline Gassen                                       |
| Josi Konski          | Besucher beim Pferderennen | Manfred Grote                                         |
| Salvatore Basile     | Frisco Joe                 | Horst Schön                                           |
| Giancarlo Bastianoni | Frisco Joes Schläger       | Manfred Lehmann (1. Stimme) Herbert Stass (2. Stimme) |
| Claudio Ruffini      | Kador, Chef der Piraten    | Arnold Marquis                                        |
| John Fujioka         | Kamasuka                   | Friedrich Georg Beckhaus                              |
| Tom Tully            | Major                      | Joachim Nottke                                        |
| Louise Bennett       | Mama                       | Paula Lepa                                            |
| Herb Goldstein       | Onkel Brady                | Friedrich W. Bauschulte                               |
| Roberto Messina      | Pirat                      | Helmut Krauss                                         |
| Alex Edlin           | Schläger von Frisco Joe    | Helmut Krauss                                         |
| Riccardo Pizzuti     | Schläger von Frisco Joe    | Manfred Petersen                                      |
| Giovanni Cianfriglia | Schläger von Frisco Joe    | Manfred Lehmann                                       |
| Kainowa Lauritzen    | Ulla                       | Maud Ackermann                                        |
| Arnie Ross           | Warner                     | Frank Glaubrecht                                      |

## Hintergrund
Die Figur des nicht aufgebenden japanischen Einzelkämpfers Kamasuka ist wahrscheinlich durch Onoda Hirō inspiriert, der Anfang der 1970er Jahre für Schlagzeilen sorgte als „Holdout (Japanische Soldaten)“. Gegen Ende des Zweiten Weltkrieges auf der philippinischen Insel Lubang stationiert, weigerte er sich fast 30 Jahre lang, das Kriegsende anzuerkennen. Selbst nachdem alle seine Kameraden gestorben oder desertiert waren, kämpfte er alleine weiter, tötete und plünderte auf der Insel und ignorierte die Rückholaktionen seines Landes. Erst 1974 akzeptierte er den Kapitulationsbefehl seines ehemaligen Vorgesetzten und kehrte nach Japan zurück.
Im Film wird die jahrzehntelange Trennung Kamasukas von der japanischen Realität satirisch überzeichnet, indem er sich nach alten Kriegskameraden erkundigt wie z. B. Leutnant Toyota oder Feldwebel Kawasaki und über deren „erfolgreiche Karriere nach Kriegsende“ informiert wird. In der deutschen Version wurden die Namen aufgrund von Markenrechten (Schleichwerbung) mit fiktiven Namen (z. B. Sunili) ersetzt.

## Trivia
- Die Marmelade aus dem Film kann online bei einer Münchner Firma bestellt werden.
- Louise Bennett war eine der bekanntesten Schriftstellerinnen Jamaikas und spielte im Bereich der Literatur in jamaikanisch-kreolischer Sprache eine bedeutende Rolle. Das Motiv des Inselvolks, das fremde Besatzer vereinnahmen wollen, kann als Anlehnung an Bennetts literarische Themen und ihr Leben angesehen werden.
- Der Film wurde auf der Halbinsel Key Biscayne in der Nähe von Miami gedreht.
- Das im Film verwendete Boot ist eine Willard Vega 30 Horizon.
- Die deutsche Fassung stammt von Karlheinz Brunnemann. Wolfgang Hess und Thomas Danneberg sprachen wieder Bud Spencer und Terence Hill. Claudio Ruffini (Piratenführer Kador) wird in der deutschen Synchronfassung von Arnold Marquis gesprochen, der wiederum Bud Spencer seine Stimme in zehn Filmen lieh.[1]
- Es wird mehrfach der durch Hawaii bekannte Hula gezeigt.

## Veröffentlichung

### DVD
Der Film erschien am 5. Juni 2003 in einer um etwa drei Minuten gekürzten Fassung bei e-m-s new media auf DVD. 2009 veröffentlichte 3L den Film vollständig und mit verbessertem Bild. Diese DVD-Fassung war bereits in der von e-m-s herausgegebenen „Monsterbox“ enthalten und wurde unverändert übernommen.

### Blu-ray
2013 erschien der Film bei 3L auf Blu-ray. Dazu wurde er in HD-Qualität vom italienischen Originalnegativ abgetastet.

### Soundtrack
Der Soundtrack wurde von La Bionda produziert und die Lieder wurden unter dem Pseudonym The Oceans (mit Zusatz fanatastic auf dem Albumcover) veröffentlicht. Folgende Lieder waren auf der LP enthalten:
| Originalauflage 1. Movin Cruisin (Titelsong) 2. Where Do The Children Play 3. Zangiacomos Band 4. Music Never Dies 5. Corbuccis Island 6. No 7. Charming Jack 8. Sunshine (Instrumental) |